# Kurt Friedrich (Rennfahrer)
Kurt Friedrich (* 19. Dezember 1901 in Chemnitz; † 30. August 1995 ebenda) war ein deutscher Motorradrennfahrer.
Kurt Friedrich begann nach Beendigung des Ersten Weltkrieges mit dem Motorradrennsport. 1922 beteiligte er sich an den ersten Motorradrennen auf der Berliner AVUS. In den 1920er-Jahren siegte Kurt Friedrich bei mehreren „Großen Preisen“ im In- und Ausland und gewann auch die Deutsche Motorrad-Straßenmeisterschaft.

## Karriere
Beim Auftakt der Motorradwettbewerbe auf der Berliner AVUS im Juni 1922 fuhr Friedrich eine DKW. Zwei Wochen später stand er nach den Rennen auf der Rüsselsheimer Opel-Rennbahn mit auf dem Siegerpodest. Hervorragende Ergebnisse erreichte er bei den frühen Reichs- und Mehrtagesfahrten. Seine ersten großen Siege gelangen ihm 1926 binnen weniger Wochen. Zuerst gewann er mit der DKW ARe 175 Ende Juni auf dem Marienberger Dreieck, dann beim Bäderrennen im heute polnischen Kołobrzeg und schließlich beim Großen Preis von Deutschland auf der AVUS.
Im Ausland siegte Kurt Friedrich beim Großen Preis von Österreich 1927 sowie bei der Ungarischen Tourist Trophy 1928 und 1929 in der 175er-Klasse. 1929 gewann er die Deutsche Motorradmeisterschaft in der Viertelliter-Kategorie nach Siegen in Marienberg, auf der Stuttgarter Solitude und auf dem Schleizer Dreieck. Nach diesen Erfolgen jedoch beendete Friedrich seine Karriere.
Friedrich ist auf einem Chemnitzer Vorortfriedhof beerdigt.

## Statistik

### Erfolge
- 1929 – Deutscher 250-cm³-Meister auf DKW

### Rennsiege
| Jahr | Klasse  | Maschine | Rennen                       | Strecke              |
| ---- | ------- | -------- | ---------------------------- | -------------------- |
| 1926 | 175 cm³ | DKW      | Marienberger Dreieckrennen   | Marienberger Dreieck |
| 1926 | 175 cm³ | DKW      | Kolberger Bäderrennen        | Kolberg              |
| 1926 | 175 cm³ | DKW      | Großer Preis von Deutschland | AVUS                 |
| 1927 | 175 cm³ | DKW      | Großer Preis von Österreich  | Vösendorf            |
| 1928 | 175 cm³ | DKW      | Ungarische TT                | Budapest             |
| 1929 | 175 cm³ | DKW      | Ungarische TT                | Budapest             |
| 1929 | 250 cm³ | DKW      | Marienberger Dreieckrennen   | Marienberger Dreieck |
| 1929 | 250 cm³ | DKW      | Solitude-Rennen              | Solitude             |
| 1929 | 250 cm³ | DKW      | Schleizer Dreieckrennen      | Schleizer Dreieck    |